# Anschläger (Kran)
Als Anschläger wird nach DGUV 209-013 die „Person an der Last“ bezeichnet, der das Heben schwerer Lasten vorbereitet sowie verantwortlich ist für die sichere Lastabsetzung. Eine anschlagende Person hat Kenntnisse zu Anschlag- und Lastaufnahmemitteln zu besitzen und ist neben dem Anlegen der Last bzw. der Lastführung mit Seil für eine Reihe weiterer Aufgaben vor, während und nach dem Lastentransport zuständig. Dazu gehört – unabhängig von der Betriebsmittelprüfung durch Sicherheitsbeauftragte oder Fachkräfte für Arbeitssicherheit – die Kontrolle der Anschlag- und Lastaufnahmemittel vor deren Anwendung auf Unversehrtheit unter Berücksichtigung der Prüfung auf deren Ablegereife.